# Дванадцять місяців (фільм)
«Дванадцять місяців» (рос. «Двенадцать месяцев») — радянський фільм 1972 року, знятий на кіностудії «Ленфільм» режисером Анатолієм Граником за однойменною казкою Самуїла Маршака.

## Сюжет
Вередлива, пихата королева наказала принести їй підсніжники в грудні місяці, і той хто виконає її наказ отримає золото. Мачуха тітка Мотя з донькою Марфушею, які вирішили розбагатіти і водночас позбутися падчерки Насті, виганяють її в мороз шукати підсніжники. Дівчина довго блукає лісом у сувору завірюху і раптом бачить вогник. Біля багаття сидять 12 місяців, яким вона розповідає про свою проблему. Квітень місяць вмовив усіх їй допомогти…

## У ролях
- Ліана Жванія — Королева
- Микола Волков ст. — професор
- Ольга Вікландт — мачуха
- Марина Мальцева — донька
- Наталя Попова — падчерка
- Тетяна Пельтцер — гофмейстерина
- Костянтин Адашевський — начальник королівської охорони
- Олександр Соколов — Канцлер
- Олексій Кожевников — Західний посол
- Лев Лемке — Східний посол
- Георгій Тейх — Королівський прокурор
- Леонід Куравльов — старий солдат
- Аркадій Трусов — Грудень
- Борис Рижухін — Січень
- Олександр Афанасьєв — Лютий
- Андрій Босов — Квітень
- Віктор Семеновський — Липень
- Микола Кузьмін — Листопад
- Ніна Попова
- Віктор Перевалов — Травень
- Олександр Гаврилов — Березень
- Сергій Дворецький
- Володимир Костін
- Микола Поліщук
- Гелій Сисоєв — Глашатай
- Олег Лєтников
- Олександр Степанов